# La Presa (Texas)
La Presa es un lugar designado por el censo ubicado en el condado de Webb en el estado estadounidense de Texas. En el Censo de 2010 tenía una población de 319 habitantes y una densidad poblacional de 234,6 personas por km².

## Geografía
La Presa se encuentra ubicado en las coordenadas 27°23′58″N 99°25′57″O / 27.39944, -99.43250. Según la Oficina del Censo de los Estados Unidos, La Presa tiene una superficie total de 1.36 km², de la cual 1.34 km² corresponden a tierra firme y (1.14%) 0.02 km² es agua.

## Demografía
Según el censo de 2010, había 319 personas residiendo en La Presa. La densidad de población era de 234,6 hab./km². De los 319 habitantes, La Presa estaba compuesto por el 100% blancos, el 0% eran afroamericanos, el 0% eran amerindios, el 0% eran asiáticos, el 0% eran isleños del Pacífico, el 0% eran de otras razas y el 0% pertenecían a dos o más razas. Del total de la población el 99.37% eran hispanos o latinos de cualquier raza.